# Вулиця Шумлянських (Львів)
Ву́лиця Шумлянських — вулиця у Галицькому районі міста Львова, в місцевості Новий Світ. Сполучає вулиці Городоцьку та Шептицьких.

## Назва
Вулицю прокладено 1885 року з метою сполучення вулиці Генерала Токажевського (колишня назва ділянки вул. Городоцької від церкви святої Анни до вул. Залізничної) з вулицею Шептицьких. Первісна назва — вулиця Шумлянських, названа була на честь братів Шумлянських — греко-католицького єпископа Йосифа Шумлянського, що першим перевів єпархію на унію та його брата луцького православного єпископа Атанасія Шумлянського. Під час німецької окупації Львова вулиця мала назву Бішофштрассе (Єпископська). У липні 1944 року на короткий час повернули передвоєнну назву, а вже у грудні того ж року вулиця отримала назву — Сєченова, на честь російського фізіолога Івана Сєченова.
Вулиця Сєченова увійшла до переліку з 53-х вулиць Львівської МТГ, які під час процесу дерусифікації заплановано було перейменувати. Під час онлайн-голосування, яке тривало з 8 по 21 червня 2022 року на сайті Львівської міської ради 60.9 % респондентів проголосувало за пропозицію повернення вулиці історичної назви на пошану родини Шумлянських. 30 червня 2022 року депутати Львівської міської ради підтримали пропозицію щодо перейменування вулиці Сєченова на вулицю Шумлянських.

## Забудова
У забудові вулиці Шумлянських переважає класицизм.
№ 2 — житловий будинок, на початку XX століття був власністю Самюеля Лащовера. Нині у цьому будинку міститься пекарня готелю «Едем».
№ 5 — двоповерховий житловий будинок, на початку XX століття був власністю Натана та Іди Цімелес. Нині перший поверх якого займає кафе-бар «Валенсія».
№ 6 — колишній житловий будинок (інша адреса — вул. Городоцька, 95А), споруджений на початку XX століття для Ванди Лінк. У наш час перебудований під готель «Едем». Готель розрахований на 40 місць.
№ 7 — за Польщі у цьому будинку містилася загальноосвітня математично-природнича гімназія № 12 імені Станіслава Щепановського. У 1950-х роках — неповна середня школа № 32 з російською мовою викладання, пізніше — ДЮСШ № 2 (секції фехтування, легкої атлетики, тенісу, карате), що міститься в будинку й донині.
№ 7а — цю адресу має громадська дитяча організація Львівського дитячого гуфця «Барць» польського гарцерства в західних регіонах України.
№ 8 — житловий будинок, на початку XX століття був власністю Юзефи Мединської.
№ 10 — на першому поверсі будинку міститься салон краси «Багіра». Цікавою є брама у житловій частині будинку, на кованій частині якої позначено роки «1294» та «1897».
№ 11а — за Польщі тут містилася пекарня Фінка.